# Aviron handisport
L'aviron handisport (handi-aviron ou para-aviron) est un sport dérivé de l'aviron pour les personnes physiquement ou mentalement handicapées.
Au niveau international c'est la World Rowing (FISA) qui est la fédération de référence. En France, la Fédération française d'aviron (FFH) a reçu délégation le 31 décembre 2016 du ministère des Sports pour organiser la pratique de l'aviron handisport.

## Règles
L'aviron respecte les règles établies par la Fédération internationale des sociétés d'aviron, adaptées pour tenir compte du handicap des sportifs.

## Classification des handicaps
Selon les règles de la Fédération internationale des sociétés d'aviron qui a pris en compte les aspirations du Comité international paralympique, les handicaps sont divisés en trois catégories, :
| Catégorie | Observations |
| --------- | --- |
| PR1       | Anciennement AS (Arms and shoulders - en français « Bras et épaules ». Athlètes ne pouvant se servir ni de leurs jambes, ni de leur tronc, uniquement de leurs bras et épaules (sportifs paraplégiques hauts ou assimilés). |
| PR2       | Anciennement TA (Trunk and arms - en français « Tronc et bras ». Athlètes n'ayant pas l'usage de leurs jambes (sportifs paraplégiques bas ou assimilés, polios, doubles amputés). |
| PR3       | Anciennement LTA (Legs, trunk and arms - en français « Jambes, tronc et bras ». Athlète capable d'utiliser toutes ces parties de son corps pour ce sport. Cette catégorie inclut divers handicaps moteurs et physiques. Les handicaps mentaux sont inclus dans cette catégorie. Les handicapés visuels doivent se bander les yeux. |

Pour les épreuves mixtes à quatre, le barreur peut être valide. Les athlètes aveugles ou malvoyants, ayant besoin d'un barreur voyant, prennent nécessairement part aux épreuves à quatre. Un rameur peut concourir dans une catégorie supérieure, mais pas à un niveau inférieur : les rameurs PR1 et PR2 peuvent participer à des événements PR3, mais un athlète PR3 ne peut participer à une course PR2.

## Compétition
L'aviron handisport a été ajoutée aux épreuves des Championnats du monde d'aviron en 2002 et est devenu sport paralympique officiel depuis les Jeux paralympiques d'été de 2008 à Pékin.